# Pere Palay i Pons
Pere Palay i Pons (1822-1864) fou un empresari i indià català, fundador de l'empresa Pere Palay i Companyia, dedicada a la fabricació industrial de galetes.
Havia emigrat el 1840 a Montevideo amb la seva dona, Antònia Jaurés i Catà. Allà van néixer els seus fills. A la seva tornada a Catalunya, fou el fundador el 1859 d'una fàbrica de galetes al carrer del Dos de Maig de Badalona, al costat de l'estació de ferrocarril. Aquesta seria la primera i única de tot l'estat espanyol sense competència durant 15 anys. Hi va instal·lar maquinària a vapor procedent del Regne Unit, on va produir tota mena de galetes, però especialment les anomenades galetes americanes, esdevenint pioner a Espanya en la fabricació d'aquest producte. A la seva mort el 1864, la seva dona s'encarregà del negoci i, més endavant, els seus fills Joaquim, que fou alcalde de Badalona, i Emili, fins al seu tancament a inicis de segle xx. Fou enterrat al Cementiri del Sant Crist.